# The Hoople
The Hoople är ett musikalbum från 1974 av Mott The Hoople.
The Hoople blev den sista studioplattan som spelades in av Mott The Hoople. Den nådde inte samma kommersiella framgångar som föregångaren Mott. Plattan hade haft sitt förspel med att Morgan Fisher hade blivit medlem i slutet av 1973. Han finns dock ej med på den omslagsbild som föreställde en dam i ett väldigt burrigt hår, och där man kunde skymta medlemmarna i M.T.H, dock ej Morgan Fisher, som var i tvist med det skivbolag han hade ett kontrakt med.
Plattan hade sina höjdpunkter och ses som en av gruppens starkaste. Turnén som följde drog bandet bland annat till USA och spelningar på Broadway, som sedan släpptes som en liveplatta tillsammans med livematerial från Hammersmith Odeon, London. Och liveskivan blev gruppens mest sålda skiva i USA.

## Låtlista
1. The Golden Age Of Rock 'n' Roll (3.25) (I.Hunter)
2. Marionette (5.08) (I.Hunter)
3. Alice (5.20) (I.Hunter)
4. Crash Street Kids (4.31) (I.Hunter)
5. Born Late 58 (4.00) (P.O.Watts)
6. Trudi's Song (4.26) (I.Hunter)
7. Pearl 'n' Roy (England) (4.31) (I.Hunter)
8. Through The Looking Glass (4.37) (I.Hunter)
9. Roll Away The Stone (3.11) (I.Hunter)

Bonuslåtar på remastrad CD Utgåva år 2006 Colombia/Legacy 82796978732
1. Where Do You All Come From (3.27) (I.Hunter/T.Griffin/M.Ralphs/P.O.Watts)
2. Rest In Peace (3.55) (I.Hunter)
3. Foxy Foxy (3.30) (I.Hunter)
4. (Do Yo Remember) The Saturday Gigs (4.19) (I.Hunter)
5. The Saturday Gigs (Work in progress mix) (6.02) (I.Hunter)
6. Lounge Lizzard (4.18) (I.Hunter)
7. American Pie/The Glden Age Of Rock'n'Roll (4.16) (D.Mclean/I.Hunter)